# اتفاقية الهدنة الكورية
اتفاقية الهدنة الكورية (هانغل: 한국 휴전 협정) هي الهدنة وقعت في 27 يوليو 1953 بين كوريا الشمالية والصين، والولايات المتحدة على الجانب الكوري الشمالي من المنطقة المنزوعة السلاح سابقا (DMZ) والتي أدت إلى وقف تام للأعمال العدائية للحرب الكورية. وتم تصميم الهدنة «لضمان وقف تام للأعمال العدائية وجميع أعمال القوة المسلحة في كوريا حتى يتم التوصل إلى تسوية سلمية نهائية». على الرغم من أن كوريا الجنوبية لم توقعها، ولا يزال الجانبان في حالة حرب من الناحية النفسية حيت لم يتم التصديق على معاهدة سلام.
خلال مؤتمر جنيف لعام 1954 في سويسرا، اقترح رئيس الوزراء الصيني ووزير الخارجية تشوان لاي ضرورة تطبيق معاهدة سلام في شبه الجزيرة الكورية. لكن وزير الخارجية الأمريكي جون فوستر دالاس لم يعر أي اهتمام لتحقيق هذه المعاهدة، وعليه لم يتم تحقيق تسوية سلمية نهائية. وتضمنت الهدنة الموقعة المنطقة الكورية المنزوعة السلاح (DMZ) والحدود الجديدة بحكم الواقع بين الدولتين، ووضعت حيز التنفيذ وقفاً لإطلاق النار، وإعادة أسرى الحرب إلى أوطانهم. تمتد المنطقة المجردة من السلاح بالقرب من خط العرض 38، وفصلت بين كوريا الشمالية وكوريا الجنوبية منذ توقيع اتفاقية الهدنة الكورية في عام 1953.